# Dolenja Ravan
Dolenja Ravan je naselje u slovenskoj Općini Gorenjoj vasi - Poljane. Dolenja Ravan se nalazi u pokrajini Gorenjskoj i statističkoj regiji Gorenjskoj. 

## Stanovništvo
Prema popisu stanovništva iz 2002. godine naselje je imalo 16 stanovnika.